# 永貞內禪
永貞內禪，是反對永貞改革的宦官俱文珍等，勾結藩鎮，逼唐順宗內禪予唐憲宗的一場政變，史稱「永貞內禪」。顺宗傳位後百餘日即駕崩，野史認為他是被刺殺，其事透過唐人傳奇《辛公平上仙》的影射以流傳後世。

## 經過
唐德宗駕崩，李誦繼位，是為唐顺宗。順宗當時因中風癱瘓，透過愛妾牛昭容、內侍李忠言傳遞旨意。帝師王叔文當政，隨即頒布一系列政令，廢除宮市，停止地方進奉，損及了宦官利益。
同年三月二十四日，宦官俱文珍、劉光琦等人聯合劍南節度使韋皋、荊南節度使裴均、河東節度使嚴綬等外藩上書，迫使唐顺宗立李純（原名李淳）為太子。
八月四日，俱文珍召翰林學士衛次公、鄭絪、李程、王涯等入金鑾殿，迫順宗禪位李純，是為唐憲宗，改元永貞，史稱「永貞內禪」。憲宗對永貞革新的主要領導人，皆遠贬偏州，王叔文貶為渝州（今重庆市巴南区）司戶，不久被赐死。王伾为开州（今重庆市开州区）司马，到任不久即離奇病死。韋執誼、韓泰、陳諫、柳宗元、劉禹錫、韓曄、凌准、程異等八人皆被貶為偏遠地區司馬，人称二王八司馬事件、八司馬事件。革新措施幾被全盤推翻。